# Hay que pillar a Papá Noel
Hay que pillar a Papá Noel (título original: Gotta Catch Santa Claus) es un telefilme canadiense-estadounidense de animación y fantasía de 2008, dirigido por Jin Choi II, Peter Lepeniotis y Jamie Waese, escrito por Steven E. de Souza y Steve Wright, está basado en el cómic homónimo de Trevor Taylor, musicalizado por Pete Coulman y Carl Lenox, protagonizado por las voces de Cory Doran, Lisa Lennox y William Shatner, entre otros. Este largometraje fue realizado por Cookie Jar Entertainment y Gotta Catch Santa Productions; se estrenó el 11 de diciembre de 2008.

## Sinopsis
Un niño quiere atrapar a Papá Noel, ya que las personas no creen en él, de esa manera podrá probar a todos que es real, aunque no solo él quiere capturarlo.